# Função elíptica
Na análise complexa, uma função elíptica é, rigorosamente falando, uma função definida no plano complexo que é periódica em duas direções. As funções elípticas podem ser vistas como análogas às funções trigonométricas (que têm somente um período). Historicamente, funções elípticas foram descobertas como funções inversas da integral elíptica; esta por sua vez foi estudada em conexão com o problema do comprimento do arco de uma elipse, donde seu nome deriva.

## Introdução
Formalmente, uma função elíptica é uma função meromorfa {\displaystyle f} definida em C para a qual existem dois números complexos {\displaystyle a} e {\displaystyle b} diferentes de zero tais que {\displaystyle f(z+a)=f(z+b)=f(z)} para {\displaystyle z} ∈ C e tal que {\displaystyle a/b} não seja um número real. Disto segue que {\displaystyle f(z+ma+nb)=f(z)} para cada {\displaystyle z} ∈ C e para todos inteiros {\displaystyle m} e {\displaystyle n}.
No desenvolvimento da teoria das funções elípticas, autores modernos geralmente seguem a notação de funções elípticas de Weierstrass baseado no sua função {\displaystyle \wp }, e muitas funções elípticas podem ser expressas nestes termos. Weierstrass interessou-se no estudo destas funções quando era um aluno de Christoph Gudermann, que por sua vez era aluno de Gauss. As funções elípticas de Jacobi criadas por Jacobi, e a função auxiliar função teta (não duplamente periódica), são mais complicadas, porém mais importantes para uma teoria geral. A diferença primária entre estas duas teorias é que as funções de Weierstrass tem um pólo de ordem mais alta localizado nas extremidades do padrão periódico, enquanto as funções de Jacobi possuem pólos simples. Os avanços da teoria de Weierstrass são mais fáceis de apresentar e compreender, apresentando poucas complicações.
De forma genérica, o estudo das funções elípticas está intimamente relacionado com o estudo das funções modulares e das formas modulares, sendo seu relacionamento demostrado pelo teorema da modularidade. Exemplos destes relacionamentos incluem o invariante-j, a séries de Eisentein e a função eta de Dedekind.

## Definições e propriedades
Um número complexo ω tal que f(z + ω) = f(z) para todo z em C é chamado de um período de f. Se dois períodos a e b são tais que qualquer outro período ω pode ser escrito como ω = ma + nb com m e n inteiros, então a e b são denominados como períodos fundamentais. Cada função elíptica tem um par de períodos fundamentais, mas este par não é único, como descrito a seguir.
Se a e b são períodos fundamentais descrevendo uma grade, então exatamente a mesma grade pode ser obtida pelos períodos fundamentais a'  e b'  onde a'  = p a + q b e b'  = r a + s b onde p, q, r e s são inteiros satifazendo  p s − q r = 1.  Ou seja, a matriz {\displaystyle {\begin{pmatrix}p&q\\r&s\end{pmatrix}}} tem determinante um, e pertence ao grupo modular. Nestas condições, se a e b são períodos fundamentais, então a'  e b'  também são.